# Chalais (Charente)
Chalais és una ciutat de França situada al departament del Charente i a la regió de la Nova Aquitània.

## Agermanaments
- Chalais, Suïssa, des de 1986, per raó dels noms homònims.
- Bad Saulgau, Alemanya, per raó dels intercanvis escolars.
- Stiring-Wendel (Mosel·la, França) per raó de la deportació d'una part de la població d'aquest municipi el 1939.